# 1. FC Novi Pazar 95 Berlin
Der 1. FC Novi Pazar 95 Berlin (offiziell: 1. FC Novi Pazar Neukölln 95) war ein Sportverein aus dem Berliner Stadtteil Neukölln, der ab 2020 in Berlin-Gesundbrunnen ansässig war. Gegründet wurde der Verein im Jahre 1895.

## Geschichte
Der Verein wurde am 15. Juni 1895 als Rixdorfer FC Normannia 1895 gegründet und 1912 in Neuköllner FC Fortuna 1895 umbenannt. Am 23. September 1923 fusionierte die Neuköllner Fortuna mit dem Rixdorfer FC Fortuna 1907 zum 1. FC Neukölln. Nach der Auflösung 1945 wurde zunächst die Sportgruppe Rixdorf gebildet, die sich 1949 wieder in 1. FC Neukölln umbenannte. Am 23. Juni 2017 übernahm der serbische Bauunternehmer Ismet Bajevac den Verein, der diesen in 1. FC Novi Pazar Neukölln 95 umbenannte. Daneben wurde eine Kooperation mit dem serbischen Fußballklub FK Novi Pazar abgeschlossen. Anfang 2020 zogen die Mannschaften des Vereins von Neukölln an die Koloniestraße in Berlin-Gesundbrunnen. Nachdem der Abstieg aus der Berlin-Liga frühzeitig feststand, kehrte der Verein nach Neukölln zurück und gab Ende Mai 2022 die Fusion mit dem NSC Marathon 02 zum 1. FC Novi Pazar/Marathon 1895 bekannt. Formell ist der 1. FC Novi Pazar dem NSC Marathon 02 beigetreten, der daraufhin seinen Namen änderte.

## Frauenfußball als 1. FC Neukölln

### Geschichte

Logo des 1. FC Neukölln

1990 gewannen die Neuköllnerinnen die Berliner Meisterschaft. Damit qualifizierten sie sich für die neugegründete Bundesliga. Dort verloren die Neuköllnerinnen alle Saisonspiele und beendeten die Saison mit einem Torverhältnis von 8:102. Gegen den deutschen Meister TSV Siegen gab es sogar zwei 0:10-Niederlagen. Die Frauenfußball-Abteilung ist somit bisher der einzige Bundesligist, der noch keinen Punkt holen konnte. Mit Tasmania Berlin stammt das Pendant der Männer-Bundesliga ebenfalls aus Neukölln.
In der Regionalliga Nordost konnte man sich zwei Jahre in der Spitzengruppe halten. 1993 wurde Neukölln mit zwei Punkten hinter dem Lokalrivalen 1. FC Lübars Vizemeister. Ein Jahr später stieg der Verein aus der Regionalliga ab. 1997 schaffte man den Wiederaufstieg und konnte danach die Klasse halten. Vor der Saison 1998/99 wurde die Mannschaft jedoch wieder zurückgezogen. Zurzeit ist keine Frauenmannschaft im Spielbetrieb.

### Erfolge
- Berliner Meister 1990, 1997
- Berliner Pokalsieger 1989

### Statistik
| 1990/91 | Bundesliga Nord      | 10.           | 0             | 0             | 18            | 8:102         | 0:36          | nicht qualifiziert |
| 1991/92 | Oberliga Nordost     | 3.            | 12            | 2             | 6             | 33:25         | 26:14         | nicht qualifiziert |
| 1992/93 | Oberliga Nordost     | 2.            | 13            | 6             | 3             | 49:18         | 32:12         | nicht qualifiziert |
| 1993/94 | Oberliga Nordost     | 9.            | 1             | 12            | 9             | 20:43         | 14:30         | nicht qualifiziert |
| 1994/95 | Verbandsliga Berlin  | 4.            | 12            | 5             | 5             | 58:30         | 29:15         | nicht qualifiziert |
| 1995/96 | Verbandsliga Berlin  | 4.            | 14            | 6             | 4             | 86:33         | 48            | nicht qualifiziert |
| 1996/97 | Verbandsliga Berlin  | 2.            | 17            | 2             | 5             | 70:36         | 53            | nicht qualifiziert |
| 1997/98 | Regionalliga Nordost | 10.           | 2             | 2             | 16            | 28:77         | 8             | nicht qualifiziert |
| 1998/99 | Regionalliga Nordost | zurückgezogen | zurückgezogen | zurückgezogen | zurückgezogen | zurückgezogen | zurückgezogen | nicht qualifiziert |
| danach | nicht bekannt        | nicht bekannt | nicht bekannt | nicht bekannt | nicht bekannt | nicht bekannt | nicht bekannt |                    |
| Anmerkung: Grün unterlegte Spielzeiten kennzeichnen einen Aufstieg, rot unterlegte Spielzeiten einen Abstieg. |                      |               |               |               |               |               |               |                    |

## Männerfußball
Die Fußballabteilung gehörte in den 1920er Jahren zu den erfolgreicheren Berliner Vereinen. 1925 drangen die Neuköllner bis in das Finale um den Berliner Pokal vor, das sie gegen den SV Norden-Nordwest mit 1:3 verloren. Zugleich gelang dem 1. FC der Aufstieg in die zweigleisige Oberliga Berlin-Brandenburg. In der Staffel A belegten die Neuköllner in der Saison 1925/26 den fünften Platz von zehn Vereinen. Die nächsten beiden Spielzeiten war der 1. FC in die Staffel B eingeteilt und belegte die Plätze 8 bzw. 6 von jeweils zehn Mannschaften. Zurück in der Staffel A durften sich die Neuköllner wieder mit Hertha BSC messen und belegten 1928/29 den fünften Platz. Doch in der folgenden Spielzeit ereilte die Mannschaft als Tabellenneunter schließlich der Abstieg. Zwar gelang der sofortige Wiederaufstieg, doch konnte der 1. FC die Klasse nicht halten und stieg 1931/32 sofort wieder ab.
Erst mit der Neugründung als SG Rixdorf nach dem Zweiten Weltkrieg war die Mannschaft wieder in der höchsten Spielklasse und gehörte 1945/46 zu den 36 Sportgruppen, die in vier Staffeln die Teilnehmer für die neue Berliner Stadtliga ausspielten. Als Fünfter in der Staffel C verfehlten die Rixdorfer jedoch den Sprung in die eingleisige Stadtliga.
Erst 1953, mittlerweile wieder unter dem alten Vereinsnamen, gelang dem Verein der Aufstieg in die zweitklassige Amateurliga Berlin. Dort traf die Mannschaft unter anderem auf Absteiger Hertha BSC und belegte am Ende der Saison 1953/54 einen guten sechsten Platz. Noch besser lief es in der folgenden Saison. Als Tabellendritter verfehlten sie nur um fünf Punkte den zum Aufstieg berechtigenden zweiten Platz. Als Trost vertrat der 1. FC Neukölln Berlin bei der Deutschen Amateurmeisterschaft, war jedoch in der Vorrundengruppe chancenlos. Alle Spiele gegen die Sportfreunde Siegen, den SV 09 Bergisch Gladbach sowie die SpVgg Sterkrade 06/07 gingen verloren. Danach lief es wechselhaft. 1956 schloss Neukölln als Elfter ab, wurde 1957 noch einmal guter Vierter, ehe die Mannschaft 1958 als 15. und damit Letzter abstieg.
Mit der Gründung der Bundesliga gelang dem 1. FC Neukölln auch die Rückkehr in die nun mehr drittklassige Berliner Amateurliga. In der Saison 1963/64 gelang dem Neuling als Tabellenzehnter der Klassenerhalt, die folgende Spielzeit brachte dann den Aufstieg in die zweitklassige Regionalliga Berlin. Dort waren die Neuköllner bis zum Ende des Bestehens der Regionalliga 1974 vertreten. Die beste Platzierung war der sechste Platz 1968/69, ein zwölfter Platz 1967/68 bedeutete für die zumeist im Mittelfeld stehende Mannschaft das schlechteste Abschneiden. Der siebte Platz 1973/74 reichte nicht zur Qualifikation für die 2. Bundesliga Nord, wie die Mehrheit der Berliner Regionalligisten gehörte der 1. FC Neukölln ab sofort zur drittklassigen Oberliga Berlin. Hier konnte der 1. FC aber nur noch in der Gründungssaison 1974/75 die Klasse halten. Mit nur zwei Siegen stiegen die Neuköllner 1975/76 als Tabellenletzter ab.
Seitdem standen die Männer im Schatten der Lokalkonkurrenten TSV Rudow, Tasmania Berlin und Concordia Britz. Seit dem Aufstieg 2015 spielten die Neuköllner in der siebtklassigen Landesliga. Nach dem Umzug nach Gesundbrunnen über die Winterpause 2019/2020 gelang zum Ende der pandemiebedingt abgebrochenen Saison der Aufstieg in die Berlin-Liga. In dieser konnte sich der Verein zwei Jahre halten und stand bereits sieben Spieltage vor Saisonende 2021/22 als Absteiger fest.
In der ewigen Tabelle der Berlin-Liga belegt der Verein den 58. Platz.

## Persönlichkeiten
- Peter Engler
- Klaus Konieczka
- Vesel Limaj
- Eckhardt Peschke
- Werner Schwenzfeier
- Klaus-Günter Stade
- Wulf-Ingo Usbeck
- Lothar Zeh
- Ronny